# Kazuhide Tomonaga
Kazuhide Tomonaga (友永和秀?, Tomonaga Kazuhide; 28 aprile 1952) è un regista, disegnatore, animatore e storyboarder giapponese, noto principalmente per le numerose collaborazioni con il mangaka giapponese Monkey Punch, creatore della fortunata serie di manga e anime Lupin III per cui Tomonaga si è prestato in diversi episodi della serie.
Il suo stile ha ispirato un altro celebre animatore, Naotoshi Shida.

## Opere
- Le avventure di Lupin III (1971)
- Devilman (1972)
- UFO Robot Goldrake (1975)
- Lupin III - Il castello di Cagliostro (1979)
- Detective Conan (1996)
- Fullmetal Alchemist: Brotherhood (2009)
- Buta (2012)